# Jaap Quarles van Ufford
Jhr. Louis Jacques (Jaap) Quarles van Ufford (Haarlem, 4 januari 1891 - 's-Gravenhage, 26 september 1971) was een Nederlandse hockeyer, hockeycoach en -bestuurder.
Quarles van Ufford, lid van de familie Quarles, was een zoon van zoutfabrikant Jhr. Pieter Quarles van Ufford en van Henriette Cornelia de Favauge, vrouwe van Zandvoort. Hij volgde na de HBS een opleiding tot planter. Door de NHM werd hij uitgezonden als thee-planter naar het toenmalige Nederlands-Indië in de Preanger (de in Nederlands-Indië gebruikte aanduiding voor een bergland in de provincie West-Java). In 1916 keerde hij terug naar Nederland, waar hij in dienst bleef van de NHM. 
Aanvankelijk voetbalde Quarles van Ufford bij HFC, maar later koos hij voor het hockey en werd hij lid van de Haarlemsche Hockey & Bandy Club. Na zijn terugkomst naar Nederland werd hij in 1918 lid van de Hilversumsche Mixed Hockey Club.  Hij schopte het als hockeyer tot international en speelde op 28 februari 1926 mee met een van de eerste interlands van de Nederlandse hockeyploeg tegen Duitsland (1-2 verlies) in Amsterdam. 
Quarles van Ufford was in de jaren '20 een groot voorstander van de invoering van de internationaal geldende hockeyregels in plaats van de Hollandsche regels. Toen de Nederlandse hockeybond overstapte op de internationale regels kon Nederland met een hockeyteam deelnemen aan de Olympische Spelen van 1928 in Amsterdam. 
Hij werd in 1928 benoemd tot allereerste bondscoach van de Nederlandse hockeyploeg en vervulde deze functie tot 1936. Van 1927 tot 1938 was hij tevens voorzitter van HMHC. Daarnaast was hij van 1925 tot 1959 binnen de Nederlandse hockeybond werkzaam als secretaris, penningmeester en competitieleider. Zijn invloed in de hockeysport was wereldwijd merkbaar, aangezien hij in 1928 toetrad als bestuurslid van de FIH en in 1946 voorzitter werd van de wereldhockeybond. Deze functie bekleedde hij tot 1966. Quarles van Ufford (onder de hockeyers beter bekend als Ome Jaap) had een sterke visie op de hockeysport die in zijn ogen nog veel verder door kon groeien. Op de dag van zijn overlijden besprak de KNHB tijdens een bondsvergadering de invoering van de Hoofdklasse, waar Quarles van Ufford al decennialang voor pleitte.